# کلاته سادات (اسفراین)
کلاته سادات (اسفراین)، روستایی از توابع بخش مرکزی شهرستان اسفراین در استان خراسان شمالی ایران است.
از ویژگی های این روستا می توان به سید و سادات بودن همه اهالی آن بجز دو خانواده اشاره کرد.

## جمعیت
این روستا در دهستان روئین قرار دارد و براساس سرشماری مرکز آمار ایران در سال ۱۳۸۵، جمعیت آن ۱۰۱ نفر (۲۱خانوار) بوده‌است.